# Йоуганна Ґюдрун Йоунсдоуттір
Заголовок цієї статті — це ісландське ім'я, де Йоуганна — особове ім'я, а Йоунсдоуттір — ім'я по батькові. 
Йоуганна Ґюдрун Йоунсдоуттір (ісл. Jóhanna Guðrún Jónsdóttir; також відома як Yohanna; нар. 16 жовтня 1990, Копенгаген) — ісландська співачка. З піснею «Is it true?» представляла Ісландію на пісенному конкурсі «Євробачення-2009», де посіла 2-ге місце.

## Дитинство
Йоуганна народилася в столиці Данії, Копенгагені, у родині інженера-електрика Йоуна Сверріра Сверріссона (Jón Sverrir Sverrisson) та медсестри Маргрет Тоурдардоуттір (Margrét Þórðardóttir). Через два роки сім'я переїхала до Рейк'явіка, а через шість років після цього — до Гапнарф'єрдюра, розташованого за 10 км від столиці. З дитинства Йоуганна прагнула стати співачкою. У 8 років вона взяла участь у музичному конкурсі разом із сотнею інших дітей. Учителька музики Марія Б'єрк (María Björk) була вражена талантом Йоуганни, яка дістала шосте місце, і запропонувала їй вступити до музичної школи, де вона й осягла основи сучасної попмузики. Після навчання протягом одного року Марія і Йоуганна вирішили випускати альбоми.
В 1999 році Йоуганна почала працювати над своїм першим альбомом «Jóhanna Guðrún 9», у якому були версії іноземних пісень ісландською мовою, як-от: «Genie in a bottle», «Torn», «I'll be there». Альбом вийшов 16 жовтня 2000 року, у день десятого дня народження Йоуганни, і дістав схвальні відгуки від критиків. Протягом наступних пів року було продано понад 10 тис. копій альбому.
У 2001 році Йоуганна випустила альбом «Ég sjálf», який виявився не такий популярний, як перший. На Різдво 2002 року вона випустила свій останній альбом на наступні шість років «Jól með Jóhönnu», де було багато відомих ісландських різдвяних пісень, як-от «Heims um ból».

## «Butterflies and Elvis»
Наприкінці 2008 року Йоуганна випустила перший альбом за 6 років «Butterflies and Elvis». Вона працювала під іменем Yohanna і записала більшість пісень разом з Лі Горроксом, який також був і продюсером альбому разом із Марією Б'єрк. Альбом був записаний переважно в Лос-Анджелесі та випущений у багатьох європейських країнах, включаючи Данію, Норвегію, Фінляндію та Швецію, де він досяг двадцятого місця в чартах.

## «Євробачення-2009»
Після випуску альбому «Butterflies and Elvis» з Йоуганною почав співпрацювати Оускар Паутль Свейнссон (Óskar Páll Sveinsson). З піснею «Is it true?» вона перемагає у відборі на «Євробачення-2009» і стає представницею Ісландію на пісенному конкурсі в Москві. Після перемоги у відборі пісня «Is it true?» потрапила до чартів Ісландії, Фінляндії, Греції, Норвегії, Швеції та Швейцарії, а також була включена до альбому «Butterflies and Elvis», який перевипустили обмеженим накладом.
На «Євробаченні-2009» у Москві Йоуганна посіла перше місце в півфіналі та друге місце у фіналі, набравши 174 і 218 балів відповідно. Вона стала другою, після 1999 року, представницею Ісландії на конкурсі, яка посіла друге місце — найкращий результат Ісландії на конкурсі.

## Дискографія

### Студійні альбоми
- 2000: Jóhanna Guðrún 9
- 2001: Ég sjálf
- 2002: Jól með Jóhönnu
- 2008: Butterflies and Elvis
- 2020: Jól með Jóhönnu

### Сингли
| Рік  | Пісня                                           | Найвища позиція в чарті | Найвища позиція в чарті | Найвища позиція в чарті | Найвища позиція в чарті | Найвища позиція в чарті | Найвища позиція в чарті | Найвища позиція в чарті | Найвища позиція в чарті | Найвища позиція в чарті | Альбом                        |
| Рік  | Пісня                                           | ICE                     | BEL                     | DEN                     | FIN                     | IRE                     | NOR                     | SWE                     | SWI                     | UK                      | Альбом                        |
| ---- | ----------------------------------------------- | ----------------------- | ----------------------- | ----------------------- | ----------------------- | ----------------------- | ----------------------- | ----------------------- | ----------------------- | ----------------------- | ----------------------------- |
| 2009 | «Is it true?»                                   | 1                       | 23                      | 16                      | 4                       | 28                      | 3                       | 2                       | 9                       | 49                      | Butterflies and Elvis         |
| 2009 | «I miss you»                                    | 18                      | —                       | —                       | —                       | —                       | —                       | —                       | —                       | —                       | Butterflies and Elvis         |
| 2011 | «Nótt»                                          | 3                       | —                       | —                       | —                       | —                       | —                       | —                       | —                       | —                       | rowspan="3" Сингл без альбому |
| 2011 | «I think of angels»                             | —                       | —                       | —                       | —                       | —                       | —                       | —                       | —                       | —                       |                               |
| 2011 | «Really over»                                   | —                       | —                       | —                       | —                       | —                       | —                       | —                       | —                       | —                       |                               |
| 2012 | «Indian rope trick»                             | —                       | —                       | —                       | —                       | —                       | —                       | —                       | —                       | —                       | Butterflies and Elvis         |
| 2012 | «Coming home»                                   | —                       | —                       | —                       | —                       | —                       | —                       | —                       | —                       | —                       | rowspan="5" Сингл без альбому |
| 2013 | «Þú»                                            | —                       | —                       | —                       | —                       | —                       | —                       | —                       | —                       | —                       |                               |
| 2013 | «Mamma þarf að djamma» (за участю «Baggalútur») | 1                       | —                       | —                       | —                       | —                       | —                       | —                       | —                       | —                       |                               |
| 2015 | «Find a better man» (за участю «Rok»)           | —                       | —                       | —                       | —                       | —                       | —                       | —                       | —                       | —                       |                               |
| 2016 | «Revolving doors»                               | —                       | —                       | —                       | —                       | —                       | —                       | —                       | —                       | —                       |                               |
| 2020 | «Löngu liðnir dagar»                            | —                       | —                       | —                       | —                       | —                       | —                       | —                       | —                       | —                       | Jól með Jóhönnu               |